# Calao trompette
Bycanistes bucinator
Espèce
Statut de conservation UICN

 LC  : Préoccupation mineure
Le Calao trompette (Bycanistes bucinator) est une espèce d'oiseau de la famille des Bucerotidae mesurant entre 58 et 65 cm de long, et caractérisé par un large "casque" gris sur le bec.
Son aire s'étend notamment à travers le miombo et le littoral est d'Afrique australe.